# 통편집
통편집(통編輯)은 주요 텔레비전 프로그램에 녹화된 해당 영상 편집에 장면 캐스팅을 통째로 삭제하거나 바뀔 수 있다.

## 같이 보기
- 본방송
- 결방